# (58626) 1997 VF5
1997 في أف 5 (ويعرف أيضًا باسم (58626) 1997 في أف 5 وفق تسمية الكوكب الصغير) (بالإنجليزية: 1997 VF5)‏ هو كويكب ضمن حزام الكويكبات؛ وترتيبه 58626 من حيث الاكتشاف.
اكتُشف هذا الجُرم الفلكي بواسطة هيروشي كانيدا في 1 نوفمبر 1997.

## وصلات خارجية
- (58626) 1997 VF5 في قاعدة بيانات مختبر الدفع النفاث لأجرام النظام الشمسي الصغيرة

- الاكتشاف · مخطط المدار ·  العناصر المدارية · المعلمات المادية

- (58626) 1997 VF5 على موقع ويكي سكاي: DSS2, SDSS, GALEX, IRAS, Hydrogen α, X-Ray, Astrophoto, Sky Map, Articles and images